# 1310
Cette page concerne l'année 1310  du calendrier julien. Pour l'année 1310 av. J.-C., voir 1310 av. J.-C.
L'année 1310 est une année commune qui commence un jeudi.

## Événements
- 5 mars : début du troisième règne de An-Nâsir Muhammad ben Qalâ'ûn, sultan mamelouk d’Égypte. Il persécute les coptes[1].

- Début supposé du règne de Aboubakri II, empereur du Mali (fin en 1312)[2].

### Europe

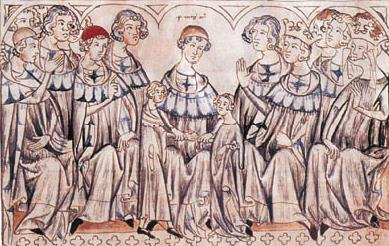
: Mariage de Jean Ier de Luxembourg et Élisabeth Przemysl à Spire.

- Mars : dernières condamnations des goliards et des clercs vagants au concile de Salzbourg (pendant le carême[3]) puis de Mayence[4]).
- 19 avril : Pâques.
- Au printemps[5], le duc d’Athènes Gautier V de Brienne recrute des mercenaires catalans pour lutter contre les Byzantins. En six mois les Catalans capturent trente places pour le compte du duc d'Athènes. Celui-ci ayant négligé de les payer en totalité, ils se retournent contre lui en 1311.
- 11 mai :
  - Cinquante quatre Templiers sont condamnés à mort et brûlés le 12 mai aux portes de Paris.
  - Vingt-et-un Templiers se présentent au concile de Mayence pour protester de leur innocence et en appeler au pape[6].
- 31 mai : l’Inquisition fait brûler, en place de Grève à Paris, un Juif converti relaps et la poétesse mystique Marguerite Porete, doctrinaire du Libre-Esprit, avec son unique livre: le Mirouer des simples ames anienties[7].
- 10 juin[8] : victoire des Guelfes à Gênes contre le capitaine du peuple Opizzimo Spinola.
- 14 juin : à Venise, révolte populaire de Bajamonte Tiepolo[9].
- 17 juin : Bajamonte Tiepolo est condamné à quatre ans d'exil en Istrie[9].
- 26 juin : traité de Paris entre le roi de France et l'empereur Henri VII. Philippe le Bel envoie la semaine qui suit son fils Louis le Hutin réprimer le soulèvement de Lyon[10].
- 10 juillet : création du Conseil des Dix à Venise. Le pouvoir échappe au peuple[9].
- 17 juillet[11] et 20 juillet[12] : paix de Helsingborg. Fin de la guerre entre la Norvège, le Danemark et la Suède. Erik et Valdemar Magnusson obligent leur frère le roi Birger de Suède à partager son royaume.
- 15 août : les Hospitaliers de l'ordre de Saint-Jean de Jérusalem détournent une croisade, prêchée par le pape, et s'empare de Rhodes[13]. De là, leur flotte lutte à partir de l'île contre la piraterie turque.
- 27 août[14] : Carobert occupe définitivement le trône de Hongrie après son troisième couronnement à Székesfehérvár. Il trouve une situation politique désastreuse à l’intérieur du pays, mais profite d’une situation internationale favorable à ses ambitions, avec l’affaiblissement des Empires byzantin et germanique. La situation précaire des résidences royales traditionnelles comme Buda, Esztergom et Fehérvár l’oblige à résider à Temesvar jusqu’en 1323, où il s’installe à Visegrád.
- 1er septembre : Jean Ier de Luxembourg épouse Élisabeth Přemyslovná, héritière de la dynastie des Přemyslides[15].
- 21 octobre : un synode réuni à Salamanque déclare les Templiers innocents. Des synodes ont fait de même et à Ravenne le 17 juin à Mayence le 1er juillet. Le roi Denis Ier de Portugal prend leur défense et restaurera l'ordre en 1318 sous le nom d’ordre du Christ[16].
- 23 octobre[17] : l'empereur Henri de Luxembourg entre en Italie par le col du Mont-Cenis. Début d'une expédition militaire de l’empereur en Italie, en proie au luttes entre Guelfes et Gibelins (fin en 1313).
- 11 novembre : traité entre Constantinople et Venise[18].
- 9 décembre : en conflit avec la noblesse tchèque, le roi de Bohême Henri de Carinthie est chassé de Prague[19]. L'empereur Henri VII de Luxembourg inféode le royaume de Bohême à son fils Jean Ier de Luxembourg.
- 23 décembre[20] : l'empereur Henri de Luxembourg entre à Milan où il intervient dans la lutte entre Guelfes et Gibelins.

- Basarab Ier, qui s’est distingué contre les Tatars, est reconnu « grand voïévode » de Valachie par les féodaux de la région (voïévodes et knèzes)[21]. Le pays est toujours vassal de la Hongrie jusqu'au 12 octobre 1330 lors de la bataille de Posada.